# Luca Fancelli
Luca Fancelli est un sculpteur et un architecte italien, né vers 1430 à Settignano, mort en 1494 à Florence.

## Biographie
Originaire de Settignano près de Florence en Italie, Luca Fancelli apprit le métier de tailleur la pierre et de maçon auprès de Brunelleschi. Sa vie est son œuvre comportent quelques zones d'ombres et il y a querelle d'experts sur les œuvres qui lui sont attribuées, notamment sur le Palais Pitti de Florence dont certains pensent qu'il en est l'architecte, et que d'autres attribuent à Brunelleschi. Dès le XVIe siècle, Giorgio Vasari émettait des doutes sur la contribution de Fancelli à l'architecture de ce palais qu'il attribuait de préférence à Brunelleschi.
Toujours à Florence, où il bénéficie du soutien des Médicis, iI travaille avec Alberti sur le chantier du Palazzo Rucellai.
On a tout de même des traces certifiées des travaux de l'artiste.
Luca Fancelli s'installe à Mantoue au début des années 1450 comme simple tailleur de pierre, au service du marquis Ludovico Gonzaga, qui employa également Andrea Mantegna, Pisanello, Le Pérugin, Le Corrège, Leone Battista Alberti. Fancelli devint le maître d'œuvre et l'architecte à Mantoue des basiliques Saint-Sébastien (1460) et Saint-André après la mort d'Alberti dont il suivit les concepts architecturaux, tout en y apportant une touche personnelle (particulièrement visible à la basilique Saint-André). Chargé de suivre les chantiers, il obtint la charge prestigieuse d'"ingénieur"
Par la suite, Frédéric Ier lui demanda de concevoir un ensemble de salles situées dans l'aile dite Domus Nova du palais ducal de la famille Gonzague. Fancelli y travailla de 1478 à 1484, respectant les règles de régularité et d'ordre caractéristiques des architectures les plus avancées de l'époque.
On perd toute trace de Fancelli jusqu'à sa mort qu'on peut situer vers1494.
Sa fille Chiara fut l'épouse du peintre Le Pérugin.